# Caloptilia similatella
Caloptilia similatella là một loài bướm đêm thuộc họ Gracillariidae. Nó được tìm thấy ở Colombia và quần đảo Virgin (Saint Croix và Saint Thomas).